# えくぼ

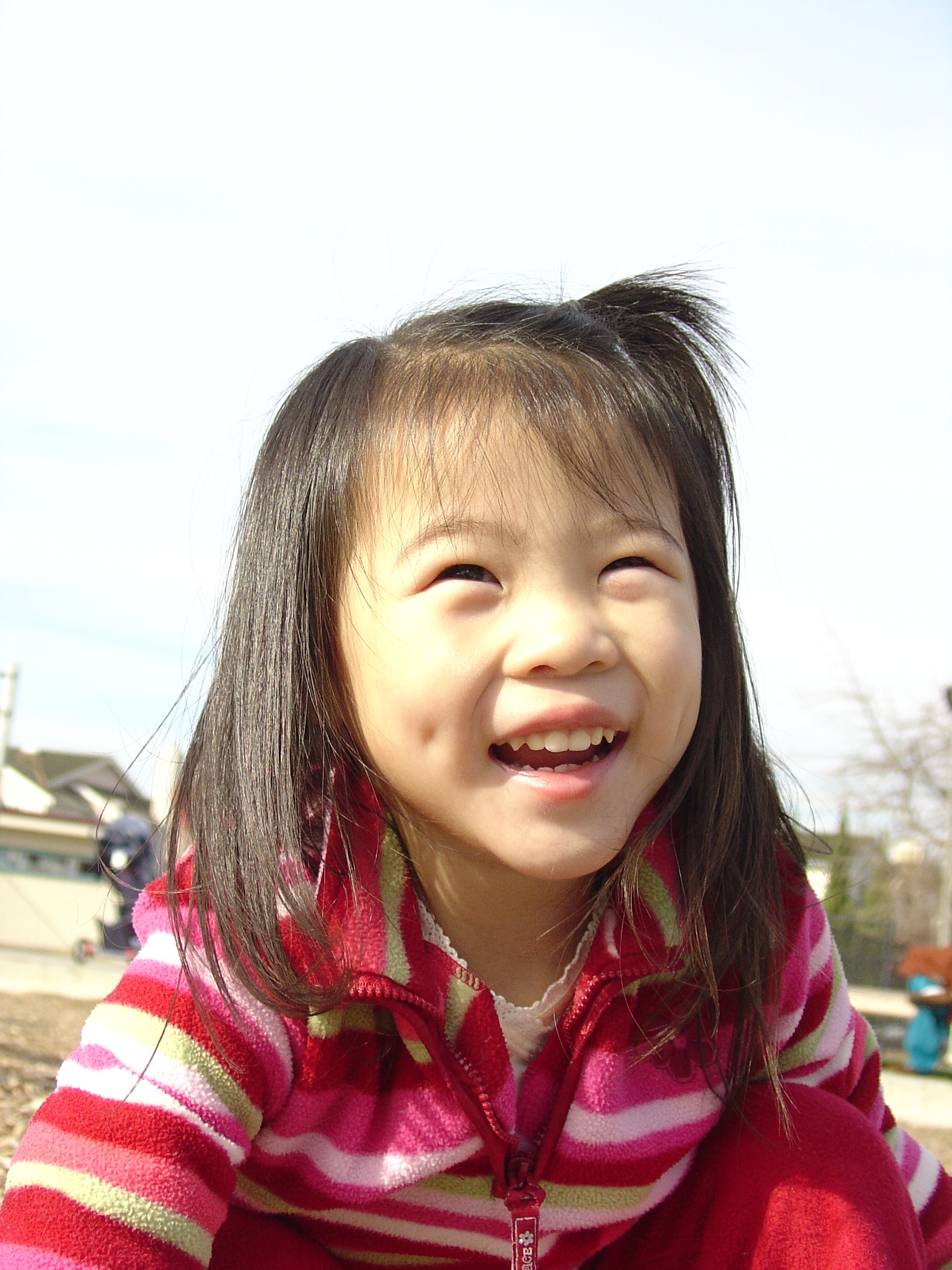
えくぼがある幼女。

えくぼ（笑窪、靨、ゑくぼ）は、人が笑うとき、頬にできる小さなくぼみのこと。

## 表情
広頸筋顔面部の上にある笑筋（リゾウリアス、Risorius）の収縮によって生じる。ただしその有無などは個人差が大きい。遺伝の形質（表現形質）の一つとして紹介されることもある。

## 表現
- 能面などの面にはえくぼを刻んだものもある。狭野神楽の神楽面と古い能面に共通する特徴の一つに女面にえくぼを刻む点がある[3]。
- あばたもえくぼ（痘痕も靨）とは、親の目には、子供のあばた（痘瘡によって生じた丘疹が治癒時に残った瘢痕）でもえくぼのように見える、ひいき目で見れば欠点も長所に見えるというたとえ。